# David Godoy
David Arturo Godoy Bugueño (Ovalle, 15 de enero de 1944-10 de septiembre de 2007) fue un Maestro FIDE de ajedrez chileno.

## Resultados destacados en competición
Fue una vez ganador del Campeonato de ajedrez de Chile en el año 1968.
Participó representando a Chile en tres Olimpíadas de ajedrez en los años 1964 en Tel Aviv, 1974 en Niza y en 1976 en Haifa.
Compite en los torneos sudamericanos desde el año 1966. Su mejor actuación internacional fue al ganar el Magistral Esucomex en el año 1991 delante de los grandes maestros Vladímir Akopián y Roberto Cifuentes Parada. En 1992 comparte el 1.º lugar con los maestros internacionales, Guillermo Soppe de Argentina y Rodrigo Vásquez de Chile. Juega activamente en Torneos abiertos nacionales y logra buenas ubicaciones hasta el año 2004, siendo su última competencia oficial el torneo Clasificatorio ENTEL realizado en el Club de Ajedrez Chile en febrero del año 2005. 
Durante los últimos meses de su vida representó a Chile como 4.º tablero en la Olimpiada Mundial de Ajedrez Postal por e-mail: ICCF 2006, logrando una norma de Maestro Internacional ICCF.

## Periodismo
Columnista de prensa en ajedrez desde el año 1973, en el diario Las Últimas Noticias, El Cronista y La Nación hasta el año 1981. En el diario La Tercera colabora desde el año 1984. Va como Corresponsal de Las Últimas Noticias, a la Olimpiada de Buenos Aires, Argentina en el año 1978.

## Obra social
En el año 1998 funda con su esposa Luisa Paninecura, la Agrupación Pacientes Reumáticos del Servicio de Salud Metropolitano Norte y el Gimnasio de Terapia y rehabilitación Física en el Consultorio A. Cruz Melo de la comuna de Independencia, Santiago de Chile.